# 利斯托尔
利斯托尔（英语：Listowel；爱尔兰语：Lios Tuathail），是爱尔兰凯里郡的一个城镇，位于菲爾河岸，距离郡治特拉利28公里。总人口8,670（2014年）。

## 姊妹城市
- 洛思加圖斯，美国加州[1]
- 肖尼，美国堪萨斯州，1985年起[2]